# 国家防灾减灾救灾委员会
国家防灾减灾救灾委员会（简称国家防灾减灾救灾委），是中华人民共和国国务院成立的国务院议事协调机构，负责国家防灾、减灾、救灾工作。

## 沿革
为响应第42届联合国大会第169号决议确定1990年至2000年为国际减轻自然灾害十年（“国际减灾十年”）的倡议，1988年11月5日，民政部、经贸部、外部、国家计委、农业部、林业部、水利部、建设部、公安部、气象局、地震局联合向国务院提交《关于成立中国“国际减灾十年”委员会的请示》。1989年3月1日，《国务院关于成立中国“国际减灾十年”委员会的批复》（国函〔1989〕14号）发出，同意成立中国国际减灾十年委员会，为部际协调机构，牵头单位是民政部，各有关部门参加，不单设办事机构，不另增人员编制。田纪云任委员会主任，民政部、国家科委、国家计委、外交部、经贸部、地震局等部门的负责人任副主任。1989年4月，中国国际减灾十年委员会正式成立。
2000年10月11日，《国务院办公厅关于中国国际减灾十年委员会更名为中国国际减灾委员会的通知》（国办发〔2000〕68号）发出，中国国际减灾十年委员会更名为“中国国际减灾委员会”。
2005年4月2日，《国务院办公厅关于中国国际减灾委员会更名为国家减灾委员会及调整有关组成人员的通知》（国办发〔2005〕23号）发出，经国务院批准，中国国际减灾委员会更名为“国家减灾委员会”。
2013年5月8日，《国务院办公厅关于调整国家减灾委员会组成人员的通知》（国办发〔2013〕32号）根据当年3月通过的《国务院机构改革方案》相应调整了国家减灾委员会的成员单位，并首次囊括了国务院国资委，调整后的成员单位仍为34个，副主任人数由原来的10人缩减至3人。
2018年3月17日第十三届全国人民代表大会第一次会议通过《第十三届全国人民代表大会第一次会议
关于国务院机构改革方案的决定》，批准《国务院机构改革方案》。方案规定：“组建应急管理部。将国家安全生产监督管理总局的职责，国务院办公厅的应急管理职责，公安部的消防管理职责，民政部的救灾职责，国土资源部的地质灾害防治、水利部的水旱灾害防治、农业部的草原防火、国家林业局的森林防火相关职责，中国地震局的震灾应急救援职责以及国家防汛抗旱总指挥部、国家减灾委员会、国务院抗震救灾指挥部、国家森林防火指挥部的职责整合，组建应急管理部，作为国务院组成部门。中国地震局、国家煤矿安全监察局由应急管理部管理。公安消防部队、武警森林部队转制后，与安全生产等应急救援队伍一并作为综合性常备应急骨干力量，由应急管理部管理。不再保留国家安全生产监督管理总局。”
2023年，更名为国家防灾减灾救灾委员会。

## 职责
2000年《国务院办公厅关于中国国际减灾十年委员会更名为中国国际减灾委员会的通知》确定的中国国际减灾委员会主要任务是：“研究制定国家减灾工作的方针、政策和规划，协调开展重大减灾活动，指导地方开展减灾工作，推进减灾国际交流与合作。”

## 组成人员
1989年成立时的组成人员是：
主任
- 田纪云（国务院副总理）[2]

副主任
- 崔乃夫（民政部部长）[11][2]
- 刘华秋（外交部副部长）[2]
- 刘岩（经贸部部长助理）[2]
- 李绪鄂（国家科委副主任）[2]
- 叶青（国家计委副主任）[2]
- 方樟顺（国家地震局局长）[2]

秘书长
- 张德江[12]

委员
（不详）
1993年调整后的主任是：
- 罗干（国务委员）[13]

| 1993年10月9日《国务院办公厅关于调整中国国际减灾十年委员会组成人员的通知》调整后的组成人员是： 主任 - 李贵鲜（国务委员） 副主任 - 多吉才让（民政部部长） - 刘济民（国务院副秘书长） - 刘华秋（外交部副部长） - 叶青（国家计委副主任） - 石万鹏（国家经贸委副主任） - 邓楠（国家科委副主任） - 谷永江（外经贸部副部长） - 范宝俊（民政部副部长） 秘书长 - 范宝俊（兼） 委员 - 郭福昌（国家教委专职委员） - 牟新生（公安部副部长） - 刘积斌（财政部副部长） - 张宏仁（地矿部副部长） - 叶如棠（建设部副部长） - 国林（铁道部副部长） - 李居昌（交通部副部长） - 杨贤足（邮电部副部长） - 何璟（水利部副部长） - 刘成果（农业部副部长） - 祝光耀（林业部副部长） - 陆江（国内贸易部副部长） - 刘习良（广播影视部副部长） - 殷大奎（卫生部副部长） - 许智宏（中国科学院副院长） - 马鹤年（中国气象局副局长） - 杨文鹤（国家海洋局副局长） - 方樟顺（国家地震局局长） - 李裕民（中国人民保险公司董事长兼总经理） - 孙枢（国家自然科学基金会副主任） - 孙柏秋（中国红十字总会副会长） - 刘朝明（总参作战部副部长） | 1998年7月13日《国务院办公厅关于调整中国国际减灾十年委员会组成人员的通知》（国办发〔1998〕106号）调整后的组成人员是： 主任 - 司马义·艾买提（国务委员） 副主任 - 多吉才让（民政部部长） - 徐荣凯（国务院副秘书长） - 王光亚（外交部部长助理） - 郝建秀（国家发展计划委员会副主任） - 石万鹏（国家经济贸易委员会副主任） - 邓楠（科学技术部副部长） - 范宝俊（民政部副部长） - 高虎城（对外贸易经济合作部部长助理） 委员 - 张保庆（教育部副部长） - 牟新生（公安部副部长） - 高强（财政部部长助理） - 蒋承菘（国土资源部副部长） - 叶如棠（建设部副部长） - 刘志军（铁道部副部长） - 李居昌（交通部副部长） - 杨贤足（信息产业部副部长） - 周文智（水利部副部长） - 白志健（农业部副部长） - 殷大奎（卫生部副部长） - 尚福林（中国人民银行副行长） - 祝光耀（国家环保总局副局长） - 张海涛（国家广播电影电视总局副局长） - 卢春恒（国家统计局副局长） - 李育才（国家林业局副局长） - 陈宜瑜（中国科学院副院长） - 汤泉（中国地震局副局长） - 颜宏（中国气象局副局长） - 王立忠（中国红十字总会副会长） - 孙枢（国家自然科学基金委员会副主任） - 吕登明（总参作战部副部长） 秘书长 - 范宝俊（兼） |

| 2000年《国务院办公厅关于中国国际减灾十年委员会更名为中国国际减灾委员会的通知》调整后的组成人员是： 主任 - 司马义·艾买提（国务委员） 副主任 - 多吉才让（民政部部长） - 徐荣凯（国务院副秘书长） - 王光亚（外交部副部长） - 郝建秀（国家计委副主任） - 石万鹏（国家经贸委副主任） - 邓楠（科技部副部长） - 范宝俊（民政部副部长） - 高虎城（外经贸部部长助理） 委员 - 张保庆（教育部副部长） - 张广钦（国防科工委秘书长） - 罗锋（公安部副部长） - 高强（财政部副部长） - 孙文盛（国土资源部副部长） - 叶如棠（建设部副部长） - 刘志军（铁道部副部长） - 胡希捷（交通部副部长） - 娄勤俭（信息产业部副部长） - 周文智（水利部副部长） - 刘坚（农业部副部长） - 殷大奎（卫生部副部长） - 祝光耀（环保总局副局长） - 张海涛（广电总局副局长） - 卢春恒（统计局副局长） - 周生贤（林业局副局长） - 陈宜瑜（中科院副院长） - 汤泉（地震局副局长） - 李黄（气象局副局长） - 冯晓增（保监会副主席） - 尚恒春（总参作战部副部长） - 常志海（中国科协书记处书记） - 王立忠（红十字总会副会长） - 马福臣（国家自然科学基金委员会副主任） 秘书长 - 范宝俊（兼） | 2005年《国务院办公厅关于中国国际减灾委员会更名为国家减灾委员会及调整有关组成人员的通知》调整后的组成人员是： 主任 - 回良玉（国务院副总理） 副主任 - 李学举（民政部） - 张勇（国务院办公厅） - 沈国放（外交部） - 李盛霖（发展改革委） - 李学勇（科技部） - 贾治邦（民政部） - 易小准（商务部） 委员 - 赵沁平（教育部） - 孙来燕（国防科工委） - 刘金国（公安部） - 肖捷（财政部） - 贠小苏（国土资源部） - 黄卫（建设部） - 胡亚东（铁道部） - 冯正霖（交通部） - 奚国华（信息产业部） - 鄂竟平（水利部） - 范小建（农业部） - 王陇德（卫生部） - 张力军（环保总局） - 张海涛（广电总局） - 王德学（安全监管总局） - 邱晓华（统计局） - 雷加富（林业局） - 李家洋（中科院） - 刘玉辰（地震局） - 许小峰（气象局） - 冯晓增（保监会） - 孙家广（自然科学基金会） - 王飞（海洋局） - 李维森（测绘局） - 杨建华（总参谋部作战部） - 朱曙光（武警部队） - 冯长根（中国科协） - 江亦曼（中国红十字总会） 秘书长 - 贾治邦（兼） |

| 2013年《国务院办公厅关于调整国家减灾委员会组成人员的通知》调整后的组成人员是： 主任 - 王勇（国务委员） 副主任 - 李立国（民政部部长） - 章沁生（解放军副总参谋长） - 丁学东（国务院副秘书长） 秘书长 - 姜力（民政部副部长） 委员 - 孙志军（中央宣传部副部长） - 马朝旭（外交部部长助理） - 杜鹰（发展改革委副主任） - 鲁昕（教育部副部长） - 王伟中（科技部副部长） - 朱宏任（工业和信息化部总工程师） - 刘金国（公安部副部长） - 王保安（财政部副部长） - 汪民（国土资源部副部长） - 李干杰（环境保护部副部长） - 郭允冲（住房城乡建设部副部长） - 冯正霖（交通运输部副部长） - 刘宁（水利部副部长） - 余欣荣（农业部副部长） - 俞建华（商务部部长助理） - 徐科（卫生计生委副主任） - 黄淑和（国资委副主任） - 聂辰席（新闻出版广电总局副局长） - 王德学（安全监管总局副局长） - 张为民（统计局副局长） - 张建龙（林业局副局长） - 丁仲礼（中科院副院长） - 赵和平（地震局副局长） - 矫梅燕（气象局副局长） - 李劲夫（保监会主席助理） - 刘丛强（自然科学基金会副主任） - 王宏（海洋局副局长） - 闵宜仁（测绘地信局副局长） - 薛国强（武警部队副司令员） - 徐延豪（中国科协书记处书记） - 赵白鸽（中国红十字会常务副会长） | 2017年7月时国家减灾网上的组成人员是： 主任 - 王勇（国务委员） 副主任 - 黄树贤（民政部部长） - 马宜明（中央军委联合参谋部副参谋长） - 孟扬（国务院副秘书长） 秘书长 - 顾朝曦（民政部副部长） 委员 - 鲁炜（中央宣传部副部长） - 李保东（外交部副部长） - 何立峰（发展改革委副主任） - 李晓红（教育部副部长 - 徐南平（科技部副部长） - 徐乐江（工业和信息化部副部长） - 李伟（公安部副部长） - 余蔚平（财政部副部长） - 凌月明（国土资源部副部长） - 黄润秋（环境保护部副部长） - 易军（住房城乡建设部副部长） - 戴东昌（交通运输部副部长） - 刘宁（水利部副部长） - 余欣荣（农业部副部长） - 王受文（商务部副部长） - 崔丽（卫生计生委副主任） - 徐福顺（国资委副主任） - 田进（新闻出版广电总局副局长） - 孙华山（安全监管总局副局长） - 李晓超（统计局副局长） - 封加平（林业局总工程师） - 张亚平（中科院副院长） - 牛之俊（地震局副局长） - 矫梅燕（气象局副局长） - 陈文辉（保监会副主席） - 刘丛强（自然科学基金会副主任） - 孙书贤（海洋局副局长） - 闵宜仁（测绘地信局副局长） - 钱毅平（中央军委后勤保障部副部长） - 胡宜树（中央军委国防动员部副部长） - 秦天（武警部队参谋长） - 徐延豪（中国科协副主席、书记处书记） - 王海京（中国红十字会副会长） - 李文新（中国铁路总公司副总经理） |

## 办事机构
应急管理部救灾和物资保障司（简称应急部救灾和物资司），与国家防灾减灾救灾委员会办公室（简称国家减灾办）合署办公，是中华人民共和国应急管理部内设机构。

### 沿革
1993年《国务院办公厅关于调整中国国际减灾十年委员会组成人员的通知》规定，中国国际减灾十年委员会办公室主任为姜力（民政部救灾救济司司长），副主任为史槐恩（民政部救灾救济司救灾专员）。
1998年《国务院办公厅关于调整中国国际减灾十年委员会组成人员的通知》规定，中国国际减灾十年委员会办公室设在民政部，办公室主任由民政部救灾救济司司长李本公兼任。
2000年《国务院办公厅关于中国国际减灾十年委员会更名为中国国际减灾委员会的通知》规定，中国国际减灾委员会办公室设在民政部，办公室主任由民政部救灾救济司司长李本公担任。
2005年《国务院办公厅关于中国国际减灾委员会更名为国家减灾委员会及调整有关组成人员的通知》规定，国家减灾委员会的具体工作由民政部承担。国家减灾委员会的办事机构是国家减灾委员会办公室（简称减灾办），设在民政部。

### 历任领导
历任办公室主任、副主任是：
主任
- 尧绍裕（？－？，民政部救灾救济司司长）[17]
- 姜力（1993年－1998年，民政部救灾救济司司长）
- 李本公（1998年－2001年10月，民政部救灾救济司司长）
- 王振耀（2001年－2005年，民政部救灾救济司司长）[18]
- 李立国（2005年－2010年6月，民政部副部长）[19]
- 姜力（？－2015年1月，民政部副部长）[6]
- 顾朝曦（2015年－，民政部副部长）[20]

常务副主任
- 王振耀（2005年－2008年，民政部救灾救济司司长、民政部国家减灾中心主任）[21]
- 邹铭（2008年－2010年，民政部救灾司司长、民政部国家减灾中心主任）[22]
- 张卫星（2010年－2013年，民政部救灾司司长、民政部国家减灾中心主任）[23]
- 庞陈敏（2013年－，民政部救灾司司长、民政部国家减灾中心主任）[20]

副主任
- 李增义（？－1993年）[24]
- 史槐恩（1993年－？，民政部救灾救济司救灾专员）
- 孙绍骋（？－？，民政部救灾救济司副司长）[25]

……
- 邹铭（？－2008年，民政部救灾救济司副司长）[26]
- 方志勇（？－？，民政部国家减灾中心副主任）[22]
- 张卫星（？－2010年，民政部救灾司副司长）[27]
- 李保俊（？－？，民政部救灾司副司长）[23]
- 闫志壮（？－？，民政部国家减灾中心副主任）[28]
- 庞陈敏（？－2013年，民政部救灾司副司长、民政部国家减灾中心党委书记）[29]
- 范一大（？－？，民政部国家减灾中心副主任）[30]
- 胡晓春（？－，民政部救灾司副司长）[20]
- 殷本杰（？－，民政部救灾司副司长、民政部国家减灾中心党委书记）[20]
- 杨晓东（？－，民政部救灾司副司长）[20]
- 张晓宁（？－，民政部国家减灾中心副主任）[20]
- 杨思全（？－，民政部国家减灾中心总工程师、党委副书记）[20]
- 孙浩荃（？－，民政部国家减灾中心副主任）[20]
- 俸锡金（？－，民政部国家减灾中心副主任、党委副书记、纪委书记）[20]

## 相关法律法规
法律
目前，中华人民共和国没有统一的防灾减灾法律。相关法律包括：
- 《水法》
- 《防沙治沙法》
- 《防洪法》
- 《气象法》
- 《防震减灾法》
- 《森林法》等；

行政法规
- 《破坏性地震应急条例》
- 《防汛条例》
- 《蓄滞洪区运用补偿暂行办法》
- 《森林防火条例》
- 《草原防火条例》
- 《地质灾害防治条例》
- 《自然灾害救助条例》
- 《灾害事故医疗救援管理办法》
- 《救灾捐赠管理暂行办法》

共计30余部。
专项规划
- 《中华人民共和国减灾规划》
- 《国家自然灾害救助应急预案》